# Прісекань (Вранча)
Прісекань, Прісекані (рум. Prisecani) — село у повіті Вранча в Румунії. Входить до складу комуни Богешть.
Село розташоване на відстані 219 км на північний схід від Бухареста, 56 км на північ від Фокшан, 109 км на південь від Ясс, 96 км на північний захід від Галаца.

## Населення
За даними перепису населення 2002 року у селі проживали 250 осіб, усі — румуни. Усі жителі села рідною мовою назвали румунську.